# Sennen no Yuki
Sennen no Yuki (千年の雪?), también conocido como Millennium Snow, es un manga japonés escrito e ilustrado por Bisco Hatori. Fue publicado originalmente en la revista LaLa de Hakusensha y más tarde reunido en dos volúmenes. La publicación del manga se reanudó en la edición de enero de 2013 de la revista LaLa DX.[cita requerida] La historia se centra en una joven con problemas en el corazón y un vampiro que podría salva su vida.

## Argumento
La historia se centra en Chiyuki Matsuoka, una chica de secundaria hospitalizada por un problema cardíaco. Desde su nacimiento, su corazón siempre fue muy débil, y se le dijo que probablemente sobreviva hasta los quince años. Sin embargo, un día conoce a Tōya Kanō, un vampiro, con el problema opuesto: Tōya vive desde hace mil años. Es habitual que un vampiro en sus dieciocho años elij a un compañero humano para estar con él durante mil años, quien en cambio le debe dejar beber su sangre y compartir su tiempo de vida por el milenio.

## Volúmenes
| Volumen 1 | ISBN                   | Publicado         |
| Volumen 1 | ISBN 978-4-5921-7789-0 | Noviembre de 2001 |
|           |                        |                   |

| Volumen 2 | ISBN                   | Publicado           |
| Volumen 2 | ISBN 978-4-5921-7315-1 | 5 de agosto de 2002 |
|           |                        |                     |

| Volumen 3 | ISBN                   | Publicado           |
| Volumen 3 | ISBN 978-4-5921-9516-0 | 5 de agosto de 2013 |
|           |                        |                     |

| Volumen 4 | ISBN                   | Publicado          |
| Volumen 4 | ISBN 978-4-5921-9517-7 | 5 de marzo de 2014 |
|           |                        |                    |

## Recepción
Theron Martin de Anime News Network, en su reseña sobre el primer volumen de Sennen no Yuki, consideró que el diseño de los personajes «no sólo tienen el típico aspecto ridículamente larguirucho sino que simplemente no son muy atractivos a pesar de sus esfuerzos por retratar a Tōya y a Satsuki como estudiantes bishonen». A Martin le agradó la historia extra —no relacionada con la trama principal— al final del volumen, a la que calificó de «exquisitamente hermosa y melancólica». Sennen no Yuki ocupó el sexto lugar en la encuesta a lectores de About.com del 2007 para el mejor nuevo manga shōjo.